# 이별의 15열차
이별의 15열차는 한국에서 제작된 김기덕 감독의 1970년 영화이다. 신영균 등이 주연으로 출연하였고 이원섭 등이 제작에 참여하였다.

## 출연

### 주연
- 신영균
- 윤정희
- 방성자

## 제작진
- 조명: 서병수
- 미술: 박석인